# جاك كيفر
جاك كيفر (بالإنجليزية: Jack Kiefer)‏ هو لاعب غولف أمريكي، ولد في 1940 في كولومبيا في الولايات المتحدة، وتوفي في 24 سبتمبر 1999 في ستيوارت في الولايات المتحدة.

## وصلات خارجية
- جاك كيفر على موقع رابطة لاعبي الغولف المحترفين (الإنجليزية)